# Джон Інґамелс

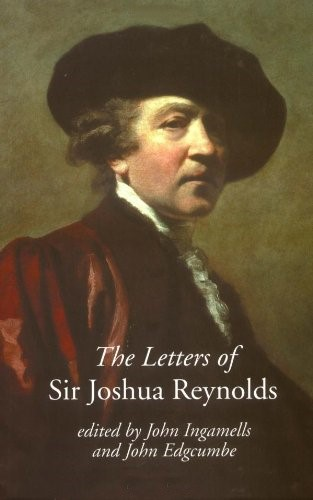
Обкладинка видання листів Джошуа Рейнольдса 2000 року за співредакцією Джона Інґамелса

Джон Андерсон Стюарт Інґамелс (англ. John Anderson Stuart Ingamells, 12 листопада 1934 — 19 листопада 2013) — британський історик мистецтва та письменник, директор лондонського музею Зібрання Воллеса.

## Раннє життя
Уродженець Сассексу, Інґамелс відвідував середні школи у Гастінґсі та Істборні, а потім закінчив Фітцвільям-коледж Кембриджського університету, перш ніж проходити національну службу на Кіпрі.

## Кар'єра
Кар'єра Інґамелса як мистецтвознавця розпочалася 1959 року, коли він став працювати у Йоркській художній галереї як арт-помічник куратора Ганса Гесса, а пізніше помічником хранителя художнього відділу Національного музею Уельсу з 1963 року. Інґамелс опублікував каталог французької художньої колекції Національного музею Уельсу «Колекція французького мистецтва Девіса» 1967 року. Після цієї публікації повернувся до Йорка на посаду директора Йоркської художньої галереї. Під час роботи Інґамелса в Йорку він написав та опублікував статті про французького художника Філіпа Мерсьє (разом із Робертом Райнесом) та італійського портретиста Андреа Солді для Товариства Уолпола.